# 석분
석분(石奮, 기원전 219년 ~ 기원전 124년)은 전한 초기 ~ 중기의 관료로, 하내군 온현(溫縣) 사람이다. 아버지는 본래 조나라 사람인데, 조나라 멸망 후 온 땅으로 이주하였다.

## 생애
고제가 항우를 치기 위하여 하내를 지날 때, 석분은 열다섯 살의 나이로 말단 벼슬아치가 되어 고제를 섬기고 있었다. 이때 고제의 마음에 들어 중연(中涓)에 임명되고, 누이는 미인(美人)이 되었다. 이후 공로를 쌓아 문제 때 태중대부가 되었다. 석분은 비록 학문을 쌓지는 못했지만, 공손하고 신중한 면에서는 견줄 이가 없었다.
문제 때 태자태부 장상여가 면직되었다. 석분은 주변의 추천을 받아 태자태부에 임명되었고, 경제 때에는 구경에 이르렀다. 그러나 사람됨이 너무 공손하여 가까이 지내기가 어려웠기 때문에, 제후국의 상으로 전출되었다.
석분의 맏아들 석건·막내아들 석경을 비롯한 네 아들들이 모두 품행이 바르고 신중하여 관직이 이천석에 이르니, 경제가 말하였다.
| “ | 석군(石君)과 네 아들이 모두 이천석의 지위에 있으니, 신하된 자로서의 존귀함과 총애가 한 집안에 모였구나. | ” |

이때부터 석분은 만석군(萬石君)이라고 불렸다.
원삭 5년(기원전 124년), 죽었다. 석건은 아버지의 죽음을 애통해하다가 이듬해에 죽었다.